# Johann Wilhelm Preyer

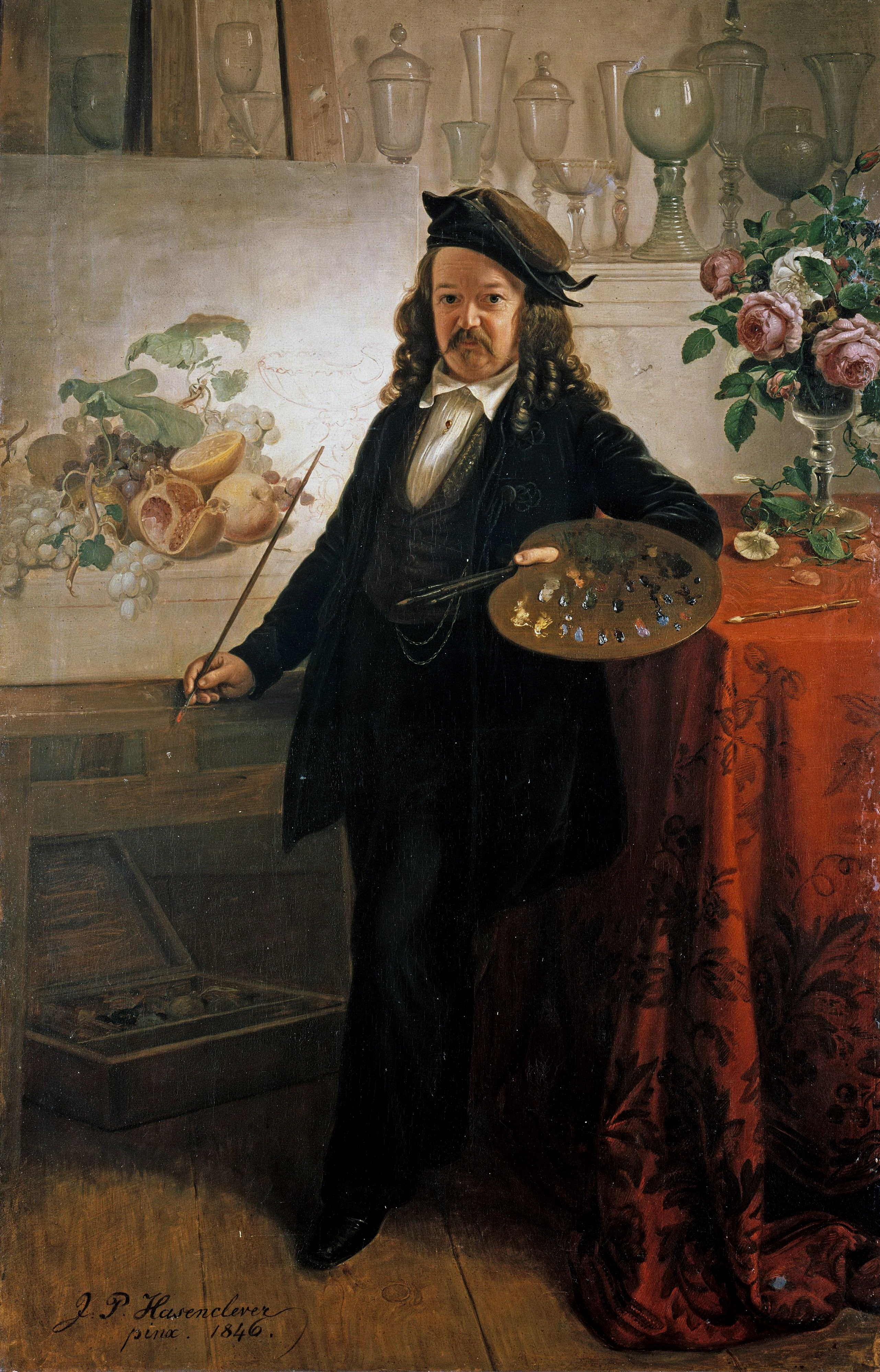
Johann Wilhelm Preyer (Johann Peter Hasenclever) 1846

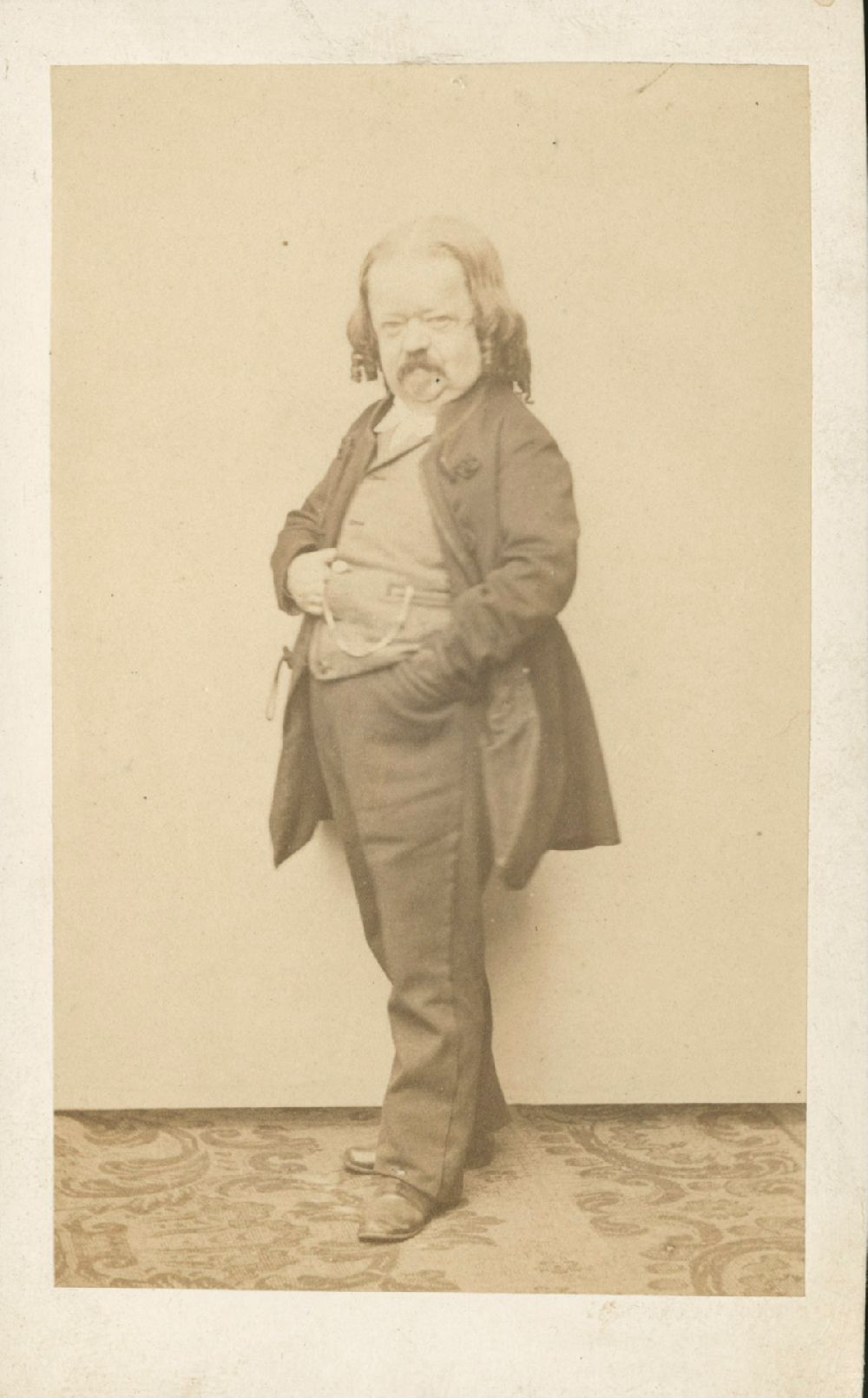
Johann Wilhelm Preyer, fotografiert von G. & A. Overbeck, um 1868

Johann Wilhelm Preyer (* 19. Juli 1803 in Rheydt; † 20. Februar 1889 in Düsseldorf) war ein deutscher Stilllebenmaler der Düsseldorfer Schule.

## Familie
Die Familie Preyer – bestehend aus Gustav Preyer, Johann Wilhelm und Louise – wohnte von 1810 bis Mitte der 1830er in der Eschweiler Altstadt. Preyers Tochter Emilie Preyer malte ebenfalls Stillleben. Sein Sohn Paul (1847–1931) malte Genrebilder und Porträts. Verheiratet war Preyer ab 1844 mit Emilie Lachenwitz, der Schwester des Tiermalers Siegmund Lachenwitz.

## Leben
Preyer wuchs in Eschweiler auf, wo sein Vater ein Kolonialwaren- und Materialiengeschäft hatte. Wie sein älterer Bruder Gustav war auch er von zwergenhaftem Wuchs. Seine künstlerische Ausbildung erhielt er seit 1822 an der Düsseldorfer Kunstakademie bei Peter Cornelius. Er wurde Meisterschüler von Wilhelm Schadow. Längere Studienreisen führten ihn 1835 nach Holland, 1837 bis 1843 nach München, von wo er, nach dem Tod seines Bruders Gustav im November 1839, mit Johann Peter Hasenclever und Tamme Weyert Theodor Janssen nach Oberitalien und Venedig, 1840 nach Mailand und in die Schweiz sowie 1843 nach Tirol reiste. 1844 kehrte Preyer von München nach Düsseldorf zurück.
Preyer gehörte zu den Gründungsmitgliedern des 1844 gegründeten Vereins der Düsseldorfer Künstler zur gegenseitigen Unterstützung und Hülfe, in welchem Hasenclever in den Vorstand gewählt wurde. Die Vereinsmitglieder übernahmen in den ersten Vereinsjahren die Bewachung der jährlichen Ausstellung des Kunstvereins für die Rheinlande und Westfalen. Auch gehörte er zu den Gründern des im August 1848 ins Leben gerufenen Künstlervereins Malkasten. Seinen Düsseldorfer Wohnsitz mit Atelier befand sich erst in der Pfannenschoppenstraße 34, der heutigen Klosterstraße, ab 1859 in der Grünstraße 9 und um 1887 in seinem Haus in der Gartenstraße 33 in Düsseldorf-Pempelfort. Zum Freundeskreis Preyers gehörte der Jurist und Historiker Anton Fahne, deren Gattin Julie und Tochter Emma er in der Stilllebenmalerei unterwies.

## Werk

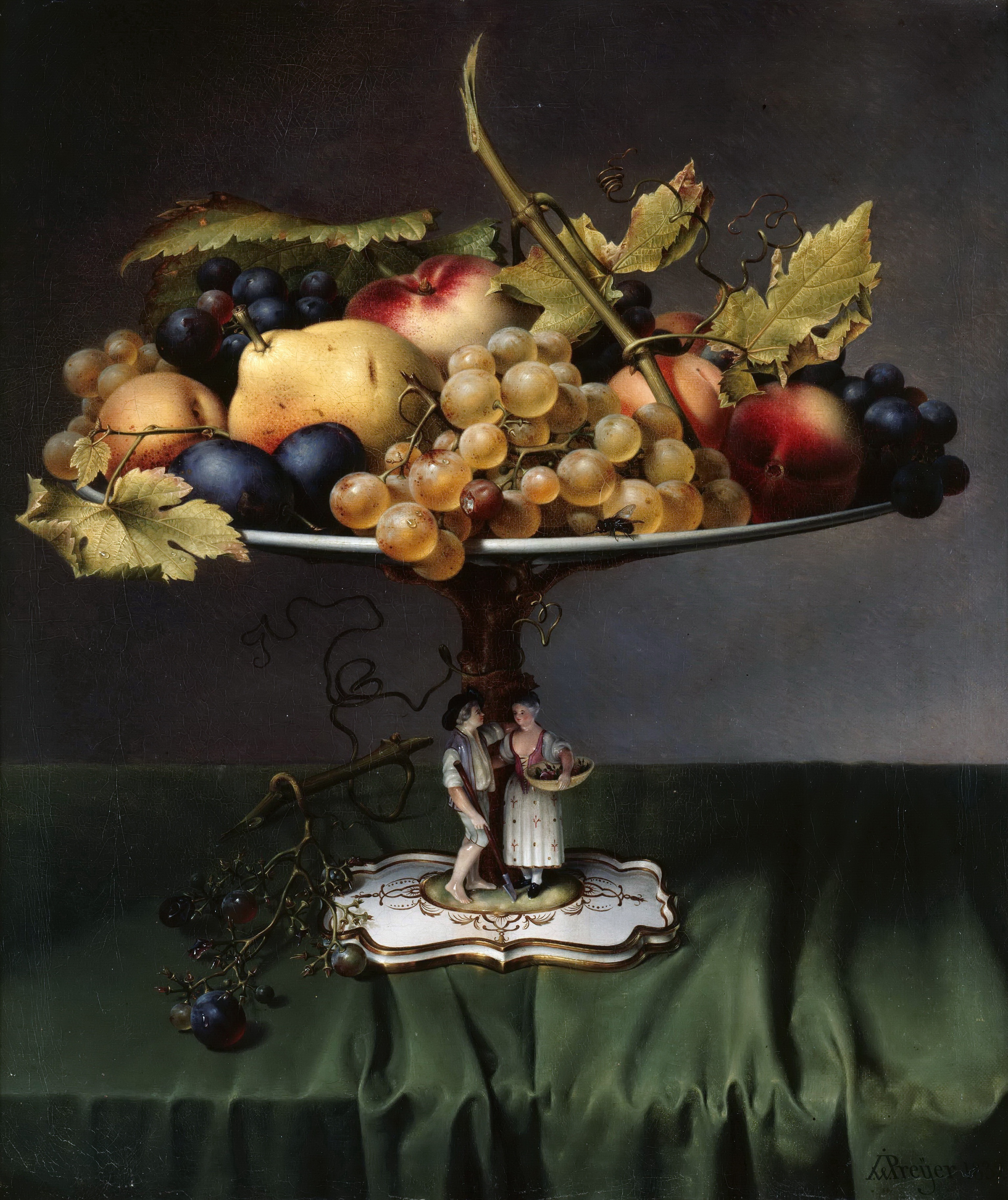
Früchte auf einer Porzellanschale, 1832

Nach anfänglichen zeichnerischen Studien nach der Natur mit zunächst landschaftlichen Motiven, einigen wenigen Bildnisversuchen und der Darstellung geschichtlicher Momente hatte sich Preyer schon während der Studienzeit ab 1828 an der Akademie auf das Stillleben konzentriert. Preyer legte damit den Grundstein für das Fach der Stilllebenmalerei an der Düsseldorfer Akademie und gehört heute zu den wichtigsten Vertretern dieser Kunstgattung. Er hat ausschließlich das Stillleben bei sorgfältiger Detailbehandlung und miniaturenartiger Nachbildung der Gegenstände (meist Früchte und Blumen) kultiviert. Seine Bilder, die der Düsseldorfer Malerschule zugeordnet werden, befinden sich zumeist in Amerika, mehrere auch in der Berliner Nationalgalerie und in der Sammlung von Ravené in Berlin. Auch in der Städtischen Kunstsammlung Düsseldorf befinden sich Bilder von ihm. Einige, wie das Bockbierbild (Original in der Pinakothek zu München), sind durch Farbendrucke vervielfältigt.

## Ehrungen
In Eschweiler, wo die Familie seit den 1810er Jahren lebte, wurde nach ihm und seinen Familienmitgliedern 1974 eine Straße in Preyerstraße umbenannt. Auch in Rheydt gibt es eine Preyerstraße.